# هيئة الاستثمار الأردنية
هيئة الاستثمار الأردني وسابقا مجلس الاستثمار الأردني , هي وكالة ترويج الاستثمار في المملكة الأردنية الهاشمية.

## تاريخ
تم تأسيس مجلس الاستثمار الأردني عام 2014 , وهو ذات العام الذي صدر فيه قانون تشجيع الاستثمار.
في عام 2014 , أصدر جلالة الملك عبد الله الثاني من الأردن قانون استثمار جديدا وحد جميع الهيئات المعنية بالاستثمار في هيئة الاستثمار الأردنية، وكان هذا القرار بهدف محاربة عوامل الفساد التي تواجه المستثمرين الأجانب. في سبتمبر 2015 وقعت المملكة اتفاقية استثمار قيمتها 7 مليارات دولار مع الصين، وكلفت JIC بتمكين هذه الاستثمارات في الأردن.
في سبتمبر 2017 , قام جلالة الملك عبد الله الثاني بزيارة مركز الاستثمار وقام بالتذكير بدورها الاستراتيجي في خطة النمو الاقتصادي الأردني 2018-2022 . في أكتوبر 2017 , وقعت JIC على اتفاقية تعاون مع وزارة الاقتصاد الإماراتية لبروتوكول بشأن التعاون الفني في ما يتعلق بتسجيل الشركات.

## نشاط

مقر JIB ، عمان

### خدمات
هيئة الاستثمار الأردنية تعتبر مسؤولة عن اكتساب وتقديم خدمات استشارية مهنية للمستثمرين الأجانب والمحليين الذين يرغبون في الاستثمار في الاقتصاد الأردني. يتمثل أحد الأهداف الرئيسية في توزيع فوائد الاستثمار بين السكان وجغرافيا عير المحافظات من خلال تعزيز القطاعات ذات الأهمية الاستراتيجية من خلال الحوافز للمستثمرين. تشمل إستراتيجية الترويج بعثات تجارية وترويجية هادفة في الخارج والأردن، بالإضافة إلى المشاركة في مؤتمرات ومنتديات الدولية. ويقوم JIB أيضا بتوفير معلومات حول الأردن كموقع تجاري، ويساعد أيضا في الترخيص و التسجيل، ويقدم استشارات للشركات بشأن جميع القضايا ذات الصلة:
- حوافز للمشاريع التي تندرج تحت القطاعات الإستراتيجية والمعلومات المتعلقة بالاستثمار.
- الاتصال بين المستثمرين وكلا القطاعين العام والخاص الأردني.
- منح الإعفاءات المالية (الإعفاءات من الرسوم الجمركية وضرائب المبيعات).
- تقديم خدمات الرعاية اللاحقة.
- مناصرة السياسات من خلال مسح أي تحديات يواجهها المستثمرون.

تقوم JIC بالاستثمار في الأسواق التالية: الصناعة، التصنيع، الزراعة، المستشفيات، النقل البحري، النقل والسكك الحديدية، المجمعات الترفيهية، مراكز المؤتمرات والمعارض، نقل وتوزيع المياه والغاز والنفط، مراكز الاتصال، البحث ومراكز التطوير.
يمتلك JIB مكاتب في الصين، الولايات المتحدة الأمريكية، قطر، الأمارات، والكويت.

### خريطة الأردن الاستثمارية
مشروع خريطة الاستثمار هي مبادرة تقوم بتزويد المستثمرين ب 150 فكرة مشروع ودراسات جدوى مسبقة ل 75 منهم في 13 قطاعا يشملون: الزراعة، والملابس والمنسوجات، والكيماويات، والبناء، والتعليم، والطاقة والمرافق، والأغذية والمشروبات، والصحة، وتكنولوجيا المعلومات والاتصالات والتعدين والمعالجة والمنتجات الصيدلانية والسياحية.
تم استنباط مفاهيم المشروع من دراسة لأكثر من 30 قطاع عام وقطاع فرعي في الأردن خلال تحليل اقتصاد البلاد. تم اختيار وتقييم 13 قطاع، متبوع بإطار لاختيار القطاعات الواعدة من حيث النمو والاستدامة والعوائد المحتملة.

### محطة واحدة
عندما يقرر المستثمر المضي قدما في استثماره، يمكنه زيارة One-Stop Shop التابع لـ JIB, وهي طريقة لتقديم المساعدة الكاملة للخدمات للمستثمرين التي تتكون من خدمات ترخيص وتسجيل. ومن خلال هذه الخدمة يمكن للمستثمر التسجيل والترخيص لمشروعه في الأردن في مكان واحد خلال 14 يوم.

الاستثمارات المستفيدة من قانون تشجيع الاستثمار

### مناطق التنمية
مناطق الأعمال / التنمية، توفر هذه المناطق مزايا خاصة من البنية التحتية الخاصة بالصناعة؛ القرب من الموارد البشرية اللازمة، وكذلك المواد الخام والإعفاءات الضريبية الجذابة بهدف تشجيع المستثمرين على التركيز على المجالات التي ينبغي أن تكون بمثابة منصات تمكينية لقطاعات محددة. من خلال سن هذه القوانين، توفر الحكومة الأردنية الأساس القانوني القوي لضمان بيئة استثمار وتشغيل ملائمة للأعمال.
- منطقة الملك حسين بن طلال التنموية KHBTDA (المفرق)
- منطقة معان التنموية
- منطقة اربد التنموية
- منطقة البحر الميت التنموية
- منطقة تطوير جبل عجلون
- مجمع الأعمال في دابوق

## روابط خارجية
- الموقع الرسمي
- وزارة الصناعة والتجارة